# J. J. Arcega-Whiteside
José Joaquín Arcega-Whiteside (Zaragoza, Aragón, España; 31 de diciembre de 1996), más conocido como J. J. Arcega-Whiteside, es un jugador profesional de fútbol americano español. Juega en la posición de wide receiver y actualmente es agente libre.
Criado en Carolina del Sur, Arcega-Whiteside jugó a nivel universitario en Stanford y fue escogido en la segunda ronda del Draft de la NFL de 2019 por los Philadelphia Eagles y se convirtió en el cuarto jugador español de la historia de la NFL tras Jess Rodríguez, Kelly Rodríguez y Alejandro Villanueva.

## Biografía
J.J. nació en Zaragoza el 31 de diciembre de 1996 en el seno de una familia muy vinculada al baloncesto. Su padre, Joaquín Arcega, jugó en las categorías inferiores del Club Baloncesto Zaragoza e hizo carrera a nivel profesional en clubes como el Cajabilbao, el Breogán o el Gijón Baloncesto. Su madre, Valorie Whiteside, también fue jugadora de baloncesto. En su etapa universitaria en Appalachian State se convirtió en la máxima anotadora de la historia de la Southern Conference. Ambos se conocieron cuando jugaban a baloncesto en La Coruña.
Es sobrino de Fernando Arcega, miembro de la selección española que obtuvo la medalla de plata en los Juegos Olímpicos de Los Ángeles 1984. Su otro tío, Pepe, también fue internacional con España.

## Carrera

### Instituto
Arcega-Whiteside dio sus primeros pasos en el football en el Instituto Paul M. Dorman de Roebuck (Carolina del Sur), donde también jugó al baloncesto. En su etapa de high school logró un total de 207 recepciones, 3779 yardas y 38 touchdowns. A finales de 2014 se comprometió con los Cardinal de la Universidad de Stanford.

### Universidad
Tras pasar su primer año universitario como redshirt, debutó con Stanford el 24 de septiembre de 2016 ante UCLA. En dicho partido completó un total de tres recepciones para 29 yardas y un touchdown. Sus estadísticas finales fueron 24 recepciones, 379 yardas y cinco touchdowns. Los Cardinal finalizaron 2016 con un balance de 10-3 y fueron seleccionados para disputar el Sun Bowl, en el que vencieron 25-23 a North Carolina. En su año júnior sus números mejoraron: 48 recepciones, 781 yardas y nueve touchdowns. Su equipo terminó la temporada con registro de nueve victorias y cinco derrotas y fue invitado al Alamo Bowl, pero perdieron ante TCU.
En 2018, Arcega-Whiteside fue nombrado capitán del equipo. En el primer partido de la campaña firmó 226 yardas de recepción y tres TD, por lo que fue elegido Jugador Ofensivo de la Semana de la Pac-12. Terminó su último año universitario como el tercer jugador con más touchdowns anotados por aire (empatado con Jerry Jeudy y Preston Williams) de toda la NCAA, con un total de catorce. Stanford firmó un 9-4 de registro a lo largo de la temporada y recibió una nueva invitación para el Sun Bowl, donde ganaron a Pittsburgh 14-13. El 4 de enero de 2019 se declaró elegible para el Draft de la NFL.

#### Estadísticas
| Año   | Equipo   | Partidos           | Partidos           | Recepción          | Recepción          | Recepción          | Recepción          | Carrera            | Carrera            | Carrera            | Carrera            |
| Año   | Equipo   | PJ                 | PT                 | Rec                | Yds                | Avg                | TD                 | Att                | Yds                | Avg                | TD                 |
| ----- | -------- | ------------------ | ------------------ | ------------------ | ------------------ | ------------------ | ------------------ | ------------------ | ------------------ | ------------------ | ------------------ |
| 2015  | Stanford | No jugó (redshirt) | No jugó (redshirt) | No jugó (redshirt) | No jugó (redshirt) | No jugó (redshirt) | No jugó (redshirt) | No jugó (redshirt) | No jugó (redshirt) | No jugó (redshirt) | No jugó (redshirt) |
| 2016  | Stanford | 10                 |                    | 24                 | 379                | 15.8               | 5                  | 0                  | 0                  | 0                  | 0                  |
| 2017  | Stanford | 11                 |                    | 48                 | 781                | 16.3               | 9                  | 0                  | 0                  | 0                  | 0                  |
| 2018  | Stanford | 12                 |                    | 63                 | 1059               | 16.8               | 14                 | 0                  | 0                  | 0                  | 0                  |
| Total | Total    | 33                 |                    | 135                | 2219               | 16.4               | 28                 | 0                  | 0                  | 0                  | 0                  |

Fuente: Sports Reference.

### NFL

#### Philadelphia Eagles

##### 2019

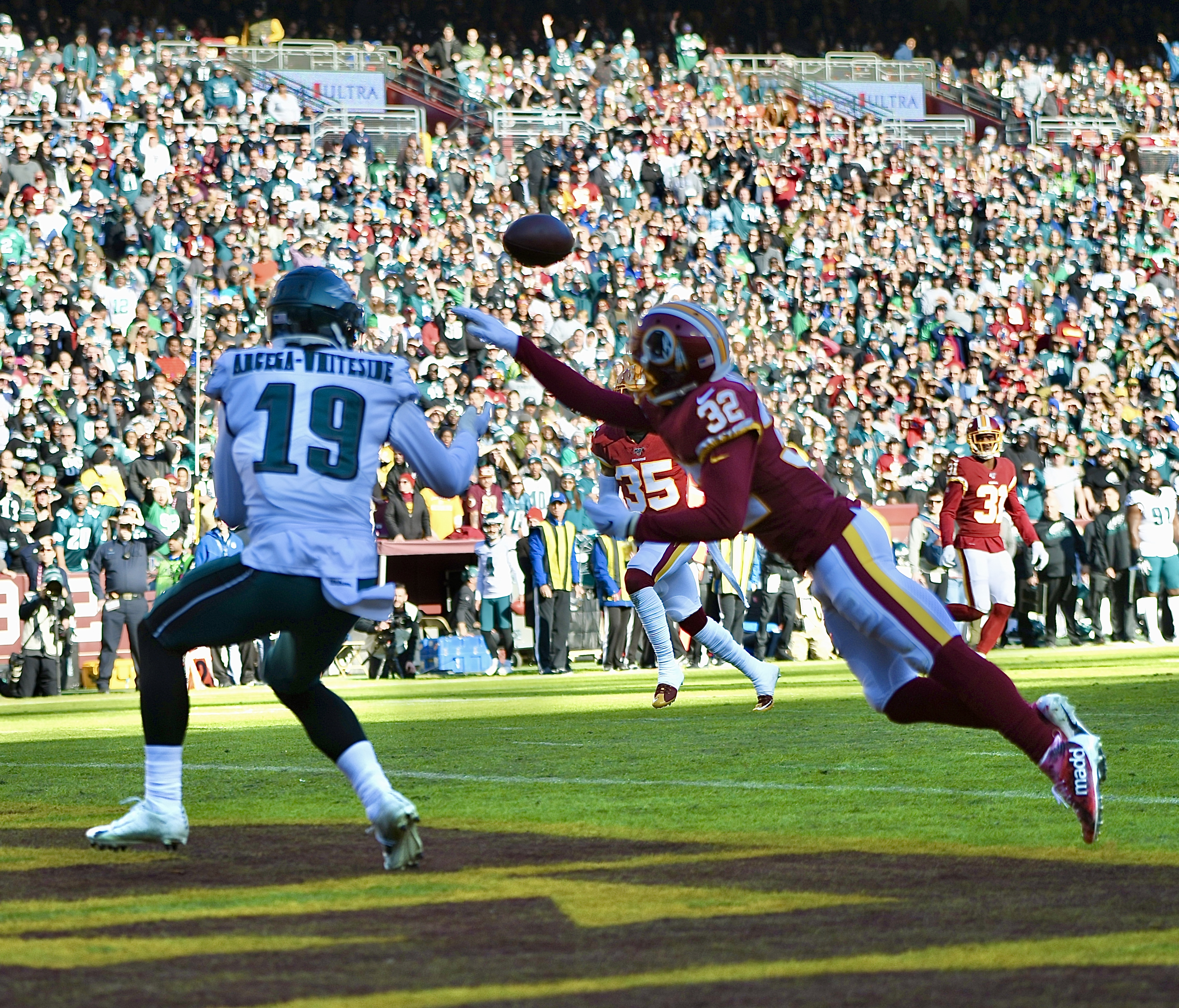
Arcega-Whiteside, en un partido contra los Washington Redskins en su primer año en la NFL.

El 26 de abril de 2019 fue seleccionado en la segunda ronda del Draft (puesto 57 global) por los Philadelphia Eagles, convirtiéndose en el primer español elegido en un Draft de la NFL. Firmó su contrato con los Eagles en mayo a razón de cuatro años y 4,94 millones de dólares. 
Hizo su debut como profesional el 8 de septiembre en la primera jornada de la temporada ante los Washington Redskins. Entró a principios del último cuarto y recibió una penalización por holding ofensivo que anuló un touchdown anotado por su compañero Miles Sanders en esa misma jugada. A pesar de ello, los Eagles se impusieron 32-27 al equipo de la capital estadounidense. El 1 de diciembre, contra los Miami Dolphins, logró el primer touchdown de su carrera en la liga con una recepción de quince yardas a pase de Carson Wentz. Arcega-Whiteside se convirtió así en el tercer jugador español en anotar un TD en la NFL, tras Kelly Rodríguez en 1930 y Alejandro Villanueva en 2018.
J.J. finalizó su primera campaña en la liga con un total de diez recepciones para 169 yardas y un touchdown en los dieciséis partidos que disputó, cinco de ellos como titular. Los Eagles terminaron la temporada como campeones de la NFC Este con un balance de nueve victorias y siete derrotas. En Playoffs se enfrentaron a los Seattle Seahawks en la ronda de wild cards y fueron derrotados por 17-9. Arcega jugó doce snaps en ese partido, pero no recibió ni un solo pase.

##### 2020
Arcega-Whiteside disputó sus primeros minutos de 2020 en la primera semana de la temporada ante el Washington Football Team. Su primera recepción del año fue un pase treinta y siete yardas en la quinta jornada, contra los Pittsburgh Steelers. Una semana después recuperó un fumble de su compañero Miles Sanders para anotar su primer y único touchdown de la temporada. En ese mismo partido convirtió una jugada de dos puntos. Sin embargo, los Eagles perdieron 28-30 frente a los Baltimore Ravens. El 19 de noviembre de 2020 dio positivo por COVID-19 y fue puesto en la lista de reservas. Regresó a la actividad el 2 de diciembre, pero no volvió a jugar hasta la última semana de liga regular, en la que los Eagles fueron derrotados por el Washington Football Team. En ese partido atrapó dos pases en los que sumó cuarenta yardas.

##### 2021
De cara a 2021 el nuevo entrenador jefe de los Eagles, Nick Sirianni, optó por poner a Arcega-Whiteside principalmente en los equipos especiales. Fue titular en el estreno liguero ante los Atlanta Falcons, en el que su equipo venció por 6-32. No logró su primera recepción de la temporada hasta la semana once, en la que atrapó un pase de veintitrés yardas. En la jornada siguiente fue titular por segunda vez y realizó una recepción de trece yardas en el único pase que recibió en todo el partido. Jugó su mayor número de snaps ofensivos en la última jornada de liga ante los Dallas Cowboys. En ese partido no atrapó ninguno de los tres pases que le lanzaron y sufrió una lesión en el dedo anular de la mano izquierda. Dos días después los Eagles colocaron a Arcega-Whiteside en la lista de lesionados y se perdió el partido de Playoffs en el que los Philadelphia Eagles fueron eliminados por los Tampa Bay Buccaneers.

#### Seattle Seahawks

##### 2022
El 15 de agosto de 2022 fue traspasado a los Seattle Seahawks a cambio del safety Ugo Amadi. Hizo su primera aparición con los Seahawks en el segundo partido de pretemporada del equipo. Dos semanas después fue cortado por la franquicia de Washington, pero el 30 de agosto fue fichado de nuevo por los Seahawks para formar parte del equipo de prácticas. Fue cortado no mucho después, en noviembre, no llegando a disputar la temporada entrante.

#### Atlanta Falcons

##### 2023
El 22 de mayo de 2023 fue fichado de la agencia libre durante la pretemporada por los Atlanta Falcons tras completar un minicamp con este equipo dos semanas antes. Fue cortado el 29 de agosto de 2023 quedando como agente libre.

## Estadísticas
| Negrita | Máximo de carrera |

### Temporada regular
| Año   | Equipo | Partidos | Partidos | Recepción | Recepción | Recepción | Recepción | Recepción | Carrera | Carrera | Carrera | Carrera | Carrera |
| Año   | Equipo | PJ       | PT       | Rec       | Yds       | Pro       | Lar       | TD        | Car     | Yds     | Pro     | Lar     | TD      |
| ----- | ------ | -------- | -------- | --------- | --------- | --------- | --------- | --------- | ------- | ------- | ------- | ------- | ------- |
| 2019  | PHI    | 16       | 5        | 10        | 169       | 16.9      | 30        | 1         | -       | -       | -       | -       | -       |
| 2020  | PHI    | 8        | 0        | 4         | 85        | 21.3      | 37        | -         | -       | -       | -       | -       | -       |
| 2021  | PHI    | 16       | 2        | 2         | 36        | 18.0      | 23        | -         | -       | -       | -       | -       | -       |
| Total | Total  | 40       | 7        | 16        | 290       | 18.1      | 37        | 1         | -       | -       | -       | -       | -       |

### Playoffs
| Año   | Equipo | Partidos           | Partidos           | Recepción          | Recepción          | Recepción          | Recepción          | Recepción          | Carrera            | Carrera            | Carrera            | Carrera            | Carrera            |
| Año   | Equipo | PJ                 | PT                 | Rec                | Yds                | Pro                | Lar                | TD                 | Car                | Yds                | Pro                | Lar                | TD                 |
| ----- | ------ | ------------------ | ------------------ | ------------------ | ------------------ | ------------------ | ------------------ | ------------------ | ------------------ | ------------------ | ------------------ | ------------------ | ------------------ |
| 2019  | PHI    | 1                  | 0                  | 0                  | 0                  | 0                  | 0                  | 0                  | -                  | -                  | -                  | -                  | -                  |
| 2021  | PHI    | No jugó por lesión | No jugó por lesión | No jugó por lesión | No jugó por lesión | No jugó por lesión | No jugó por lesión | No jugó por lesión | No jugó por lesión | No jugó por lesión | No jugó por lesión | No jugó por lesión | No jugó por lesión |
| Total | Total  | 1                  | 0                  | 0                  | 0                  | 0                  | 0                  | 0                  | -                  | -                  | -                  | -                  | -                  |